# Kanonie
Eine Kanonie ist ein selbständiges Kloster eines Ordens regulierter Chorherren. Der Vorsteher eines solchen Klosters ist üblicherweise ein Abt, ein Propst oder ein regierender Prior (Prior de regimine) und damit ein Prälat.